# Labialização
Labialização é uma articulação secundária característica de algumas línguas. Sons labializados envolvem os lábios enquanto o restante da cavidade oral produz outro som. O termo é normalmente restrito a consoantes. Quando a pronúncia de uma vogal envolve os lábios, é chamada de arredondada.
As consoantes labializadas mais comuns são as labializadas velares: /w/, /kʷ/ e /gʷ/. A maioria das outras consoantes sofrem uma velarização simultânea à labialização, e o processo pode ser mais precisamente denominado "labiovelarização"
A labialização também pode se referir a um tipo de assimilação, ou seja, uma consoante passa a ser pronunciada com os lábios por influência de sons vizinhos.

## Onde é encontrada
A labialização é a articulação secundária mais difundida entre as línguas do mundo. Forma fonemas e é contrastada com seus equivalentes não-labializados nas línguas caucasianas do noroeste (como a língua adigue) e nas línguas atabascanas, entre outras famílias linguísticas. Este contraste é reconstruído também na língua proto-indo-europeia, o ancestral comum das línguas indo-europeias, como o português.
O português possui apenas uma consoante labializada: /w/ (o som do "u" em quanto /kwɐ̃tu/), embora as sequências qu  e gu sejam às vezes transcritas como versões labializadas (/kʷ/ e /gʷ/, respectivamente) dos fonemas /k/ e /g/ como em latim, (compare a pronúncia de quais e cais), mas há controvérsia quanto a isso.
Algumas línguas, ao contrário do português, como a língua arrernte tem formas labializadas que contrastam com quase todas as suas consoantes.

## Transcrição
No Alfabeto Fonético Internacional, a labialização é indicada com um pequeno w acima da consoante labializada [ʷ] (Unicode) U+02B7, como em /kʷ/. Há outras transcrições de labialização nas extensões do AFI, usadas quando se requer uma precisão exata do grau de labialização da consoante, mas são pouco usados.